# 吉隆坡坤成中学
吉隆坡坤成中學（英語：Kuen Cheng High School），簡稱坤成中学、KCHS、坤成，是位於马来西亚吉隆坡的一所由華社出資創辦的華文独立中學，于1908年建校，創辦人是吳雪華與鍾卓京，基於當時的社會不重視女子教育，因此秉持著有教無類及突破傳統的觀念，創辦了女子教育。2008年，該校開始接受初一男生就讀，改制成一所男女混合中學。

## 学校历史
- 1908年，坤成女学校创立，是馬來西亞諸多學府中較為歷史悠久的一所，以首创女子教育而闻名。创办人是吴雪华女士、钟卓京校长及夫人渡边美子。坤成中学在创校时定名为“坤成女学校”，校址设于吉隆坡甘榜亚答13号，租凭一间两层式的店屋。学校实行混合教学制，学科有华文、信札、算术等。当时学生只有18人。
- 1909年，校舍迁至谐街，校务开始发展。于1915年9月创设了幼儿园。
- 1925年，创办中学，学生18名。1930年至31年，学校受世界经济不景气影响，以致有停办初中部建议，后幸得米商公会承诺每月慨助150元作为中学经费，才得以度过难关。
- 1938年，初中生人数增加，甘榜亚答校舍不敷应用，另租斐斐律25号陆佑洋房为中学部校舍。
- 1940年，开办高中一班，学生16人。
- 1941年，日军南侵，学校关闭，战争导致学校一切设备荡然无存。直至1945年日军投降后，学校在一批热心教育人士的支持下，先后在1945年复办小学和幼儿园；1946年复办中学。
- 1948年，坤成女校创设两年制的“高师班”，招收初中会考成绩优异的女生入读。毕业生在毕业后分派到各华文小学执教，是华文女子师资培训之始。经过十年发展，教育局终在1958年终止高师班。
- 1953年，坤成女校制定校徽、撰写新校歌、改新校训。
- 1956年，中学从裴斐律校舍搬迁至现址（赛布特拉路）。1957年，第一届高中毕业生毕业，当时只有49人。同时第八届高师毕业，41名高师毕业生是最后一批坤成培训的高师。
- 1962年，坤成女校赞助人大会议决维护华文教育，不接受改制，并正式改为“独立中学”。为克服经济问题，中学部学生每名每月增加学费三元，教师每月捐薪八巴仙，为维护华文教育而作出牺牲。
- 1981年，坤成女中科学馆及16间新教室完成，同时图书馆进行扩建。
- 1990年，翟兆巽校长七月荣休，魏瑞玉硕士接任坤成中学校长。是年，坤成大礼堂竣工。
- 1998年，坤成女中5层楼学生宿舍启用。
- 2008年，坤中招收500名初中一新生，其中男生约200名，从此改制为男女混合学校，校名由坤成女子中学改为坤成中学。同年，为100周年纪念，坤成中学、坤成一校、坤成二校及幼儿园联合举行大型校庆活动并展开重建校舍工程。
- 2010年，第二期工程的科技大楼启用，内设科学馆、电脑中心和资源中心。
- 2012年，坤成中学荣获教育部颁发“五星级卓越奖”，学校管理与教学课程评量获得肯定。
- 2014年，坤成中学成为大马首间採用托福（TOEFL）初中标准测试及托福纸笔测验（TOEFL-ITP）的学校。
- 2016年，坤成中学为雅思考试中心（IELTS）。
- 2018年，坤成新大楼正式开幕
- 2018年6月，魏瑞玉校长正式退休，由蔡莉莉校长接任
- 2018年12月，6月退休的校长魏瑞玉校长逝世
- 2019年，高丽萍（秘书处主任）升职为副校长
- 2019年，蔡莉莉校长推行自主学习日
- 2023年，新宿舍大楼落成，正式启用。
- 2025年，董事會與KLK Land 董事會簽訂瞭解備忘錄，敲定位於雪蘭莪州雙溪毛糯（Sungai Buloh）的斯里煤炭田鎮（Bandar Seri Coalfields, BSC) 的新校區。

## 歷任校長
1908年開始：
| 任期      | 任別     | 姓名       |
| --------- | -------- | ---------- |
| 1908-1916 | 第一任   | 鈡卓京     |
| 1916-1917 | 第二任   | 李頌堯     |
| 1917-1920 | 第三任   | 廖冰筠     |
| 1920      | 第四任   | 譚振權     |
| 1920-1922 | 第五任   | 黃詠       |
| 1922-1926 | 第六任   | 胡學芬     |
| 1926-1929 | 第七任   | 張純士     |
| 1929      | 第八任   | 唐祖舜     |
| 1930-1933 | 第九任   | 李仲思     |
| 1933-1951 | 第十任   | 吳瑞英芳   |
| 1933-1946 | 第十一任 | 沙淵如     |
| 1946      | 代理校長 | 陳玉華     |
| 1947-1951 | 第十一任 | 沙淵如     |
| 1952-1961 | 第十二任 | 林保權博士 |
| 1961-1990 | 第十三任 | 翟兆巽     |
| 1991-2018 | 第十四任 | 魏瑞玉     |
| 2018-     | 第十五任 | 蔡莉莉     |

## 姐妹校
- 中華民國：國立馬公高級中學[1]
- 日本：東京女學館中學校・高等學校（日语：東京女学館中学校・高等学校）

## 外部連結
- 坤成中學官方網站 （页面存档备份，存于）

1. ↑  . 中央社.   [2017-12-20]. （原始内容存档于2025-02-01）.